# لیو میونس
لیو میونس (به انگلیسی: Liv Mjönes) (زاده ۱۸ سپتامبر ۱۹۷۹) بازیگر سوئدی است.
از کارهای معروف او می‌توان به بازی در فیلم با هر تپش قلب اشاره کرد.